# Robert Mrazek
Robert Jan Mrazek (* 6. listopadu 1945 Newport, Rhode Island, USA) je americký spisovatel, scenárista a režisér. V letech 1983–1993 byl členem dolní komory kongresu USA za Demokratickou stranu.

## Životopis
Robert Mrazek se narodil v rodině Harolda Richarda Mrazka (1919–2008) a jeho manželky Blanche Rose, rozené Slezákové (1915–2007). Oba rodiče měli český původ. Dědeček Josef Mrázek (1889–1959) se narodil v Dobšicích na Poděbradsku. Babička z matčiny strany Anna Svašková (1862–1946) se narodila ve Strážovicích na Kladensku.
Jeho dědečka Josefa Mrazka získal za první světové války odbojář Emanuel Viktor Voska, aby pracoval pro Tomáše Garrigua Masaryka. V rámci zpravodajské služby byl nasazen na vojenského atašé na německém velvyslanectví v USA a pozdějšího říšského kancléře Franze von Papena. Po válce v Letovicích postavil továrnu na keramiku a výrobky pak vyvážel do USA. Za druhé světové války vyráběl plastové kryty k rádiům amerických válečných letadel. Emanuel Voska přiměl během druhé světové války k práci pro Československo i Robertova otce Harolda Richarda Mrazka. Ten jako americký parašutista pronikl na území Protektorátu a zapojil se do odboje.
Robert Mrazek vyrostl ve městě Huntington v okrese Suffolk státu New York. V roce 1967 vystudoval politologii na Cornellově univerzitě. Roku 1967 narukoval k námořnictvu USA a měl bojovat ve vietnamské válce. Při výcviku byl však zraněn. Během hospitalizace se seznámil s raněnými vojáky a začal proti válce vystupovat. V roce 1968 byl propuštěn. Začal studovat filmovou školu v Londýně, kam chodil na přednášky Davida Leana, Orsona Wellese nebo Freda Zinnemanna.
V dubnu 1968 byl spáchán atentát na Martina Luthera Kinga a v červnu atentát na senátora Roberta Kennedyho. Pod dojmem těchto událostí a války ve Vietnamu opustil školu a začal pracovat jako asistent demokratického senátora Vance Hartkeho. V lokální politice se angažoval v letech 1975–1982, kdy v byl členem zákonodárného sboru v okrese Suffolk. V listopadu 1982 byl zvolen členem Sněmovny reprezentantů USA za 3. okrsek na Long Islandu. Spoluzakládal Ligu aljašské divočiny a jako kongresman prosadil ochranu aljašského pralesa Tongass.
Jako kongresman pracoval do 3. ledna 1993. Robert Mrazek vystupoval proti válce v Iráku, která začala v roce 2003. Jeho syn v této válce bojoval.

## Robert Mrazek a Česko
Se svou manželkou navštívil v roce 1973 na dva měsíce Československo. V roce 1989 sledoval hroutící se komunistické režimy v Evropě včetně Sametové revoluce. Později se spřátelil s jedním z českých studentských vůdců Janem Bubeníkem. V lednu 1990 byl členem delegace amerických kongresmanů v Praze, kterou vedl ministr zahraničí James Baker. Tehdy se setkal s prezidentem Václavem Havlem. Požádal pak předsedu Sněmovny reprezentantů Toma Foleyho, aby Kongres USA Václava Havla pozval 21. února 1990 do Kapitolu, kde jako první východoevropský politik přednesl projev.

## Spisovatel a režisér
Po odchodu z politiky napsal 7 románů a 4 knihy literatury faktu, za které získal několik ocenění. Romány jsou často historické a válečné. V jedné své knize vypráví příběh svého dědečka Josefa Mrazka. V roce 2016 režíroval film Kongresman, ke kterému napsal i scénář. Na hlavní roli mu jeho přítel Miloš Forman doporučil herce Treata Williamse. V roce 2020 připravoval svůj druhý film z období americké občanské války.

## Dílo
- 1999 – Stonewall's Gold
- 2003 – Unholy Fire, román z americké občanské války
- 2006 – The Deadly Embrace, román z druhé světové války
- 2008 – A Dawn Like Thunder: The True Story of Torpedo Squadron Eight
- 2009 – The Art Pottery of Joseph Mrazek: A Collector’s Guide, příběh Mrazkova dědečka
- 2011 – To Kingdom Come: An Epic Saga of Survival in the Air War Over Germany, kniha o americkém leteckém útoku na Stuttgart v září 1943
- 2014 – Valhalla, současný román o nálezu vikingské lodi pod grónským ledovcem
- 2014 – The Bone Hunters, pokračování předchozího románu. Hledání pozůstatků pekingského člověka, které zmizely za japonské okupace Číny v prosinci 1941.
- 2017 – And the Sparrow Fell, román o dospívání v době vietnamské války
- 2017 – Dead Man's Bridge: A Jake Cantrell Mystery
- 2020 – The Indomitable Florence Finch: The Untold Story of a War Widow Turned Resistance Fighter and Savior of American POWs, příběh hrdinky Florence Finch, která během druhé světové války bojovala proti japonské okupaci na Filipínách

### Vydání v češtině
- MRAZEK, Robert J. Valhalla. Praha: Talpress, 2015. 328 s. ISBN 978-80-7197-564-9.
- MRAZEK, Robert J. Most mrtvého muže. [s.l.]: Talpress, 2017. 280 s. ISBN 978-80-7197-653-0.
- MRAZEK, Robert J. Hledači kostí. Praha: Talpress, 2016. 326 s. ISBN 978-80-7197-618-9.
- MRAZEK, Robert J. Josef Mrázek – umění keramiky. Letovice: Muzeum letovické keramiky Helena Kalasová, 2018. 94 s. ISBN 978-80-270-4838-0.